# 유칙 (삼종후)
유칙(劉則, ? ~ ?)은 전한의 제후로, 광천혜왕의 아들이다.

## 행적
무제 때 삼종후(參鬷侯)에 봉해졌으나, 주금에 연루되어 작위가 박탈되었다.

## 출전
- 반고, 《한서》 권15상 왕자후표 상

| 선대 (첫 봉건) | 전한의 삼종후 ? ~ ? | 후대 (봉국 폐지) |